# Syzygiella acinacifolia
Syzygiella acinacifolia là một loài rêu tản trong họ Jungermanniaceae. Loài này được (Hook. f. & Taylor) Feldberg, Kathrin, Váňa, Hentschel & J. Heinrichs miêu tả khoa học lần đầu tiên năm.